# Гальцев Юрій Миколайович
Ю́рій Микола́йович Га́льцев (рос. Юрий Николаевич Гальцев; нар. 12 квітня 1961, Курган, РРФСР, СРСР) — радянський і російський актор театру, кіно і телебачення, комік, клоун, педагог, гуморист, артист естради, пародист, співак, гітарист, акордеоніст, телеведучий. Заслужений артист Російської Федерації (2003).
Підписав листа російських діячів культури на підтримку політики президента РФ В. Путіна щодо російської військової інтервенції в Україну.

## Життєпис
Народився 12 квітня 1961 року. Закінчив школу № 31. У 1978—1983 навчався в Курганському машинобудівному інституті за спеціальністю «Автомобільне господарство». Будучи студентом, очолив агіттеатр, грав і співав у ВІА «Трувери». Отримавши інженерну освіту, вирішив зробити творчу кар'єру і 1988 року закінчив Ленінградський інститут театру, музики та кінематографії за спеціалізацією «Музично-мовленнєва естрада» (курс І. Р. Штокбанта).
Живе в Санкт-Петербурзі. Працює в різних жанрах: частівки, пантоміма.
Служив у театрах:
- «Буф» (1989—1995). Грав в естрадних виставах «Гахан та його друзі», «Чорний кіт», «Здрастуйте, товариші, або Ваш вихід, актор!», «Вокзал „Надія“», «Ах, кабаре!» і виставі «Бал злодіїв» (Петро Боно).
- «Фарси» (1993—1995) Грав у виставах «Фантазії, або Шість персонажів в очікуванні вітру», «Стриптиз», «Три мушкетери».
- «На Літєйному»[3].
- «Лицедії» (1995—1998). грав в спектаклях «Доктор Пирогофф» (Матрос), «Асистент-ревю» (Клоун), «Катастрофа» (Пожежник).

1999 року організував власний «УТЮГ» — «Універсальний театр Юрія Гальцева», де грав у спектаклях «Віртуози Неви», «Юра з Петербура», «Веселі картинки». 2000 року став лауреатом Кубка Аркадія Райкіна на міжнародному фестивалі «MORE SMEHA» в м. Рига. Єдиний лауреат в історії фестивалю, що отримав Кубок А. Райкіна з рук М. М. Жванецького.
У грудні 2008 був призначений художнім керівником петербурзького Театру естради.
Викладає в Санкт-Петербурзькій державній академії театрального мистецтва.
З листопада 2010 разом зі своїм творчим напарником Геннадієм Вєтровим веде гумористичну телепередачу «Два Веселих Гуся». Разом з колегами по естраді проводить в Кургані фестиваль мистецтв «Середина літа».

## Громадянська позиція
У березні 2014 року підписав листа на підтримку політики президента Росії Володимира Путіна щодо російської військової інтервенції в Україну.
Фігурант бази даних центру «Миротворець» як особа, яка незаконно відвідувала окупований Росією Крим, свідомо порушуючи державний кордон України.

## Творчий доробок

### Дискографія
- 2000 — Ух ти та інші пригоди Юрика

### Фільмографія
1. 1986 — Джек Восьмьоркін — «Американець»
2. 1989 — Філіпп Траум
3. 1992 — Рекет — Сирулієв ? наркокур'єр
4. 1997 — Історія про Річарда, Мілорда та прекрасну Жар-птицю
5. 1997 — Шизофренія — бандит-ґвалтівник
6. 1998 — Любов зла…
7. 1998 — Про виродків та людей
8. 1998 — Вулиці розбитих ліхтарів (серія «Підстава») — Юрик (в титрах Валера)
9. 1999 — Агент національної безпеки-1 (12 серія «Транзит») — Хобот (†)
10. 1999 — Нові пригоди ментів (серія «Йшла Саша по шосе…») — Сергій Сердюк
11. 2000 — Вбивча сила — експерт Юрій
12. 2000 — Вулиці розбитих ліхтарів. Менти-3 — вокал
13. 2000 — Імперія під ударом — А. І. Франк, приват-доцент
14. 2001 — Вбивча сила 2 — Юрій, експерт
15. 2001 — Чорний ворон
16. 2001 — Ключі від смерті
17. 2001 — Російські страшилки
18. 2002 — Розповідь про Федота-стрільця
19. 2002 — Повелитель калюж — Єпашка, помічник доктора Смога
20. 2003 — З Новим роком! З новим щастям! — Апокін
21. 2004 — Тимур і його командос — Командос
22. 2004 — Сорочинський ярмарок — піп
23. 2005 — Дванадцять стільців — панотець Федір
24. 2005 — Жмурки — Серьога (озвучування)
25. 2005 — Новорічний кілер
26. 2006 — Російські гроші — Линяєв
27. 2006 — Єралаш (випуск № 217 «Жага знань»)
28. 2006 — Бідна крихітка
29. 2006 — Зоряні канікули — Шоумен
30. 2007 — Королівство кривих дзеркал — Прем'єр-міністр Абаж
31. 2008 — Гітлер капут! — Мюллер
32. 2009 — Золота рибка — Старуха
33. 2009 — Золотий ключик — Буратіно
34. 2009 — Найкращий фільм 2 — глашатай
35. 2009 — Банкрут — Подхалюзін
36. 2010 — Людина з бульвару Капуцинок — мер
37. 2010 — Морозко — цар
38. 2011 — Нові пригоди Аладдіна — султан
39. 2012 — Ржевський проти Наполеона — мер
40. 2012 — Червона Шапочка — голий король
41. 2012 — Вулиці розбитих ліхтарів-12 — Едуард Заславський, інформатор
42. 2014 — три богатирі (мюзикл)
43. 2014 — Таємниця принцес — церемонемейстер

### Озвучував мультфільми
- 2003 — 2+1=1
- 2004 — Лускунчик — Товстий (миша)

### Телепередачі
З кінця 90-х Юрій Гальцев — постійний учасник гумористичних телепередач: «Вєтровик, або Рояль в кущах», «Сміхопанорама», «Кишкін дім», «Аншлаг», «Ізмайловський парк», «Юрмаліна», «Два веселих гуся», «Дві зірки». На каналі «Росія» пройшли два бенефіси актора. Брав участь у програмах «Форт Боярд» та «Жорстокі ігри».
2012 року брав участь як член журі у телепередачі «ШоумаSтгоуон» українського каналу «Новий канал».

### Знімання в рекламі
- ТВ-ролик російсько-американської компанії «Юніленд».
- ТВ-ролики супермаркетів електроніки та побутової техніки «Телемакс» (5 різних роликів).

### Музика
- Записав з групою Дмитра Некрасова «ДНК-Нижній Новгород» пісню «Денежка».

## Нагороди
- 1995 — На всесвітньому фестивалі клоунади та пантоміми у Франції (Бордо) удостоєний титулу «Гумове обличчя»
- 1999 — Гран-прі Всеросійського конкурсу артистів естради (Москва)
- 1999, 2000 — Міжнародний клоунський приз «Золотий ніс» (Рига)
- 2000 — звання «Найкращого актора року».
- 2000 — Кубок Аркадія Райкіна та Золота медаль фестивалю сатири та гумору «MORE SMEHA» (Рига)
- 2001 — «Найкращий актор року» (Санкт — Петербург)
- 2001 — Приз фестивалю «Золотий Остап» (Санкт-Петербург)
- 2008 року Юрій брав участь у проекті «Дві зірки» на Першому каналі разом із співачкою Жасмін та дійшов до фіналу.

## Співпраця
- Геннадій Вєтров
- Олена Воробей

## Особисте життя
- син Михайло Гальцев від першого шлюбу[6];
  - онук Юрій Михайлович Гальцев (н. липні 2003)[6];
- дружина з 1987[6] — актриса Ірина Ракшина;
- дочка Марія Гальцева[7].